# Elecciones provinciales del Chubut de 1987
Las elecciones generales de la provincia del Chubut de 1987 tuvieron lugar el domingo 6 de septiembre del mencionado año, al mismo tiempo que las elecciones legislativas de medio término a nivel nacional. Fueron las segundas elecciones provinciales desde la restauración de la democracia en 1983, y los sextos comicios chubutenses desde la provincialización del territorio en 1958. Bajo la constitución entonces vigente, se debía elegir al Gobernador y al Vicegobernador en fórmula única, así como a los 27 escaños de la Legislatura Provincial. En paralelo con las elecciones de autoridades provinciales, se renovaron las intendencias y los Consejos Deliberantes de veintitrés de los veintiséis municipios autónomos del Chubut. Tres de las principales ciudades de la provincia (Comodoro Rivadavia, Trelew y Puerto Madryn) celebraron sus elecciones en forma desfasada.
Al igual que en los anteriores comicios, la elección estuvo signada por un bipartidismo imperfecto con la presencia de algunas terceras fuerzas. La oficialista Unión Cívica Radical (UCR), postuló la candidatura de Manuel Migliaro, mientras que el opositor Partido Justicialista (PJ) presentó a Néstor Perl. El Partido Acción Chubutense (PACh) y el Movimiento de Integración y Desarrollo (MID) fueron nuevamente las dos principales terceras fuerzas después del peronismo y el radicalismo. La campaña destacó por tener el primer debate televisado entre dos candidatos a gobernador, en el cual participaron únicamente Perl y Migliaro, algo que no se repetiría hasta 2011.
En medio de la crisis que atravesaba el gobierno de Raúl Alfonsín, de la Unión Cívica Radical, y ante la situación de división que enfrentaba el radicalismo a nivel provincial, Perl obtuvo la victoria con el 47,78% de los votos contra el 39,42% de Migliaro. La polarización aumentó a un 87,20%, lo que implicó una caída muy fuerte para las terceras fuerzas, con un 5,90% para el PACh y un 2,26% para el MID. Los demás partidos no superaron el 2% de los votos. El PJ obtuvo además mayoría absoluta en la Legislatura Provincial debido al sistema de mayoría automática, que otorga 16 diputados automáticamente al partido que reciba más votos, contra 9 de la UCR, 1 del PACh y 1 del MID.
Los cargos electos asumieron el 10 de diciembre. Perl no completó el mandato constitucional debido a que renunció el 31 de octubre de 1990, en medio de escándalos de corrupción y ante un inminente juicio político. Sería sucedido por su vicegobernador Fernando Cosentino, quien completaría el resto del período.

## Resultados

### Gobernador y Vicegobernador
|  | 47.78 % |

|  | 39.42 % |

|  | 5.90 % |

|  | 2.26 % |

|  | 1.23 % |

|  | 1.16 % |

|  | 0.56 % |

|  | 0.54 % |

|  | 0.44 % |

|  | 0.41 % |

|  | 0.31 % |

|  | 96.38 % |

|  | 3.43 % |

|  | 0.14 % |

|  | 0.05 % |

|  | 100.00 % |

|  | 79.93 % |

### Legislatura Provincial
|  | 45.00 % |

|  | 37.45 % |

|  | 7.25 % |

|  | 3.77 % |

|  | 1.58 % |

|  | 0.80 % |

|  | 0.65 % |

|  | 0.59 % |

|  | 0.55 % |

|  | 0.41 % |

|  | 0.32 % |

|  | 94.10 % |

|  | 4.98 % |

|  | 0.14 % |

|  | 0.78 % |

|  | 100.00 % |

|  | 79.93 % |